# Парамуш
Парамуш (порт. Paramos; МФА: [pɐ.ɾɐ.muʃ]) — парафія в Португалії, у муніципалітеті Ешпіню. Розташована в західній частині країни, на теренах історичної португальської провінції Бейра. Входить до складу округу Авейру. За адміністративним поділом, чинним до 1976 року, терени парафії були складовою провінції Берегове Дору. Належить до Авейрівської діоцезії Католицької церкви. Патрон — святий Тирс. Площа — 5,8717 км². Населення — 3515 ос. (2011). Середньо урбанізований регіон. Густота населення — 598,63 осіб/км²
. Код — 010704.

## Географія

Ешпіню (2013)

## Населення
| Кількість мешканців | Кількість мешканців | Кількість мешканців | Кількість мешканців | Кількість мешканців | Кількість мешканців | Кількість мешканців | Кількість мешканців | Кількість мешканців | Кількість мешканців | Кількість мешканців | Кількість мешканців | Кількість мешканців | Кількість мешканців | Кількість мешканців |
| ------------------- | ------------------- | ------------------- | ------------------- | ------------------- | ------------------- | ------------------- | ------------------- | ------------------- | ------------------- | ------------------- | ------------------- | ------------------- | ------------------- | ------------------- |
| 1864                | 1878                | 1890                | 1900                | 1911                | 1920                | 1930                | 1940                | 1950                | 1960                | 1970                | 1981                | 1991                | 2001                | 2011                |
| 958                 | 1.061               | 1.151               | 1.467               | 1.703               | 1.614               | 1.855               | 1.945               | 2.381               | 2.713               | 3.405               | 3.413               | 3.820               | 3.789               | 3.515               |